# Jacques Guittet
Jacques "Jack" Guittet (12. ledna 1930, Casablanca, Maroko – 16. ledna 2025, Mignaloux-Beauvoir, Francie) byl francouzský sportovní šermíř, který kombinoval šerm kordem a fleretem. 
Francii reprezentoval v padesátých a šedesátých letech. Na olympijských hrách startoval v roce 1960 a 1964 v soutěži jednotlivců a družstev v šermu kordem. Mezi jednotlivci obsadil nejlépe dělené deváté místo na olympijských hrách 1964. S francouzským družstvem kordistů vybojoval na olympijských hrách 1964 bronzovou olympijskou medaili. V roce 1961 získal titul mistra světa v soutěži jednotlivců v šermu kordem. S francouzským družstvem fleretistů vybojoval titul mistra světa v roce 1958 a s francouzským družstvem kordistů v roce 1962 a 1965.